# Échouage
Ne doit pas être confondu avec échouement.
Dans le domaine maritime, l'échouage est une manœuvre délibérée consistant à laisser le navire se poser sur le fond de la mer, généralement en tirant parti d'une marée descendante. L'échouage s'oppose à l'échouement, qui est, lui, un accident de navigation.
Dans les mers à marée, on appelle port d'échouage un port où la hauteur d'eau est insuffisante à marée basse pour que les navires continuent à flotter :  ceux-ci reposent donc à marée basse sur le fond. Ces ports ne sont accessibles que lorsque la marée est suffisamment haute. L'échouage est également une technique utilisée pour caréner la coque d'un navire.
Dans l'Antiquité, l'échouage était la principale technique de mise à terre de l'équipage et des marchandises. Carthage, par exemple, possédait un port d'échouage, qui était en fait une vaste lagune sableuse.

## Galerie

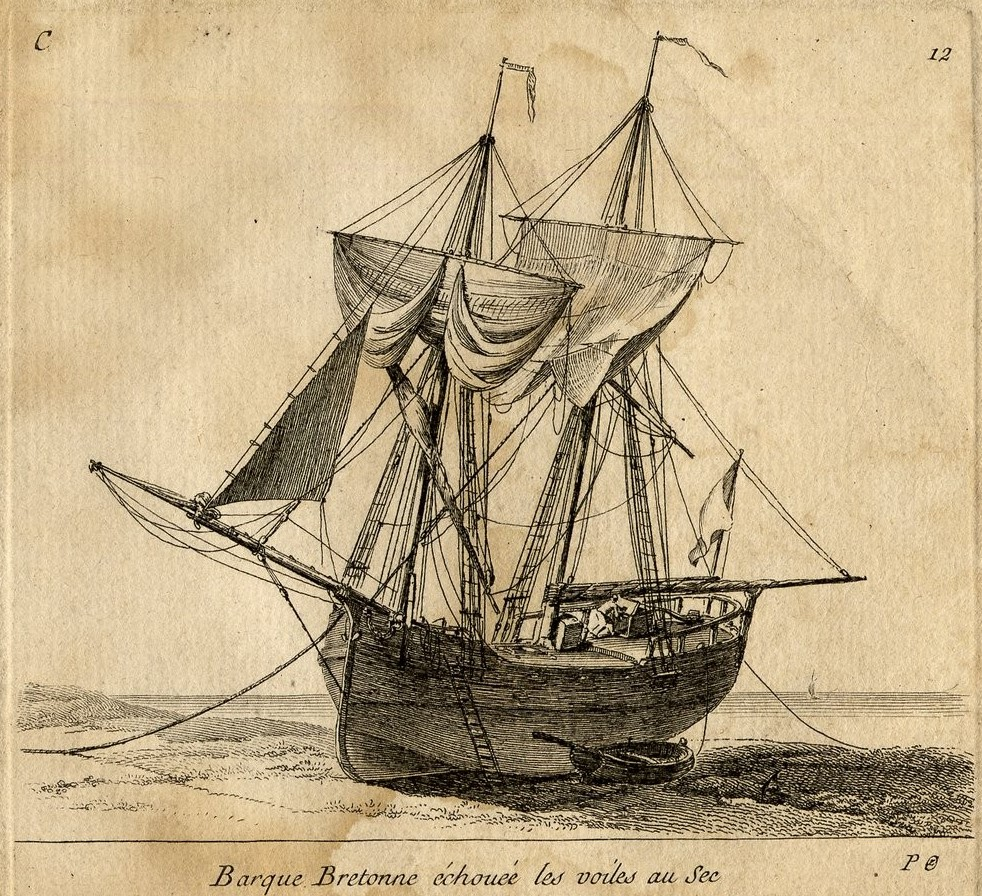
Une barque bretonne échouée au début du XIXe siècle.
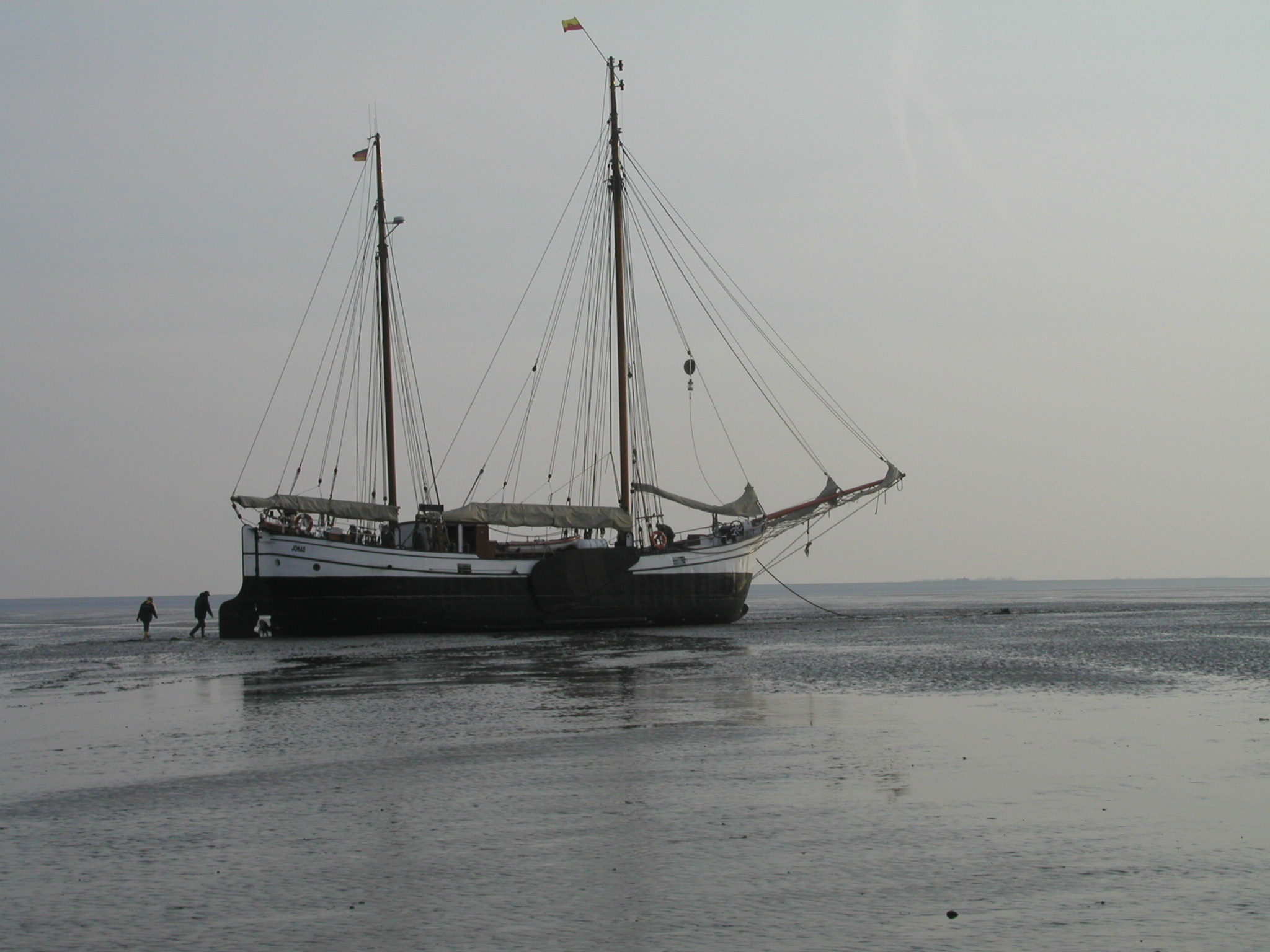
Échouage d'un bateau à fond plat.
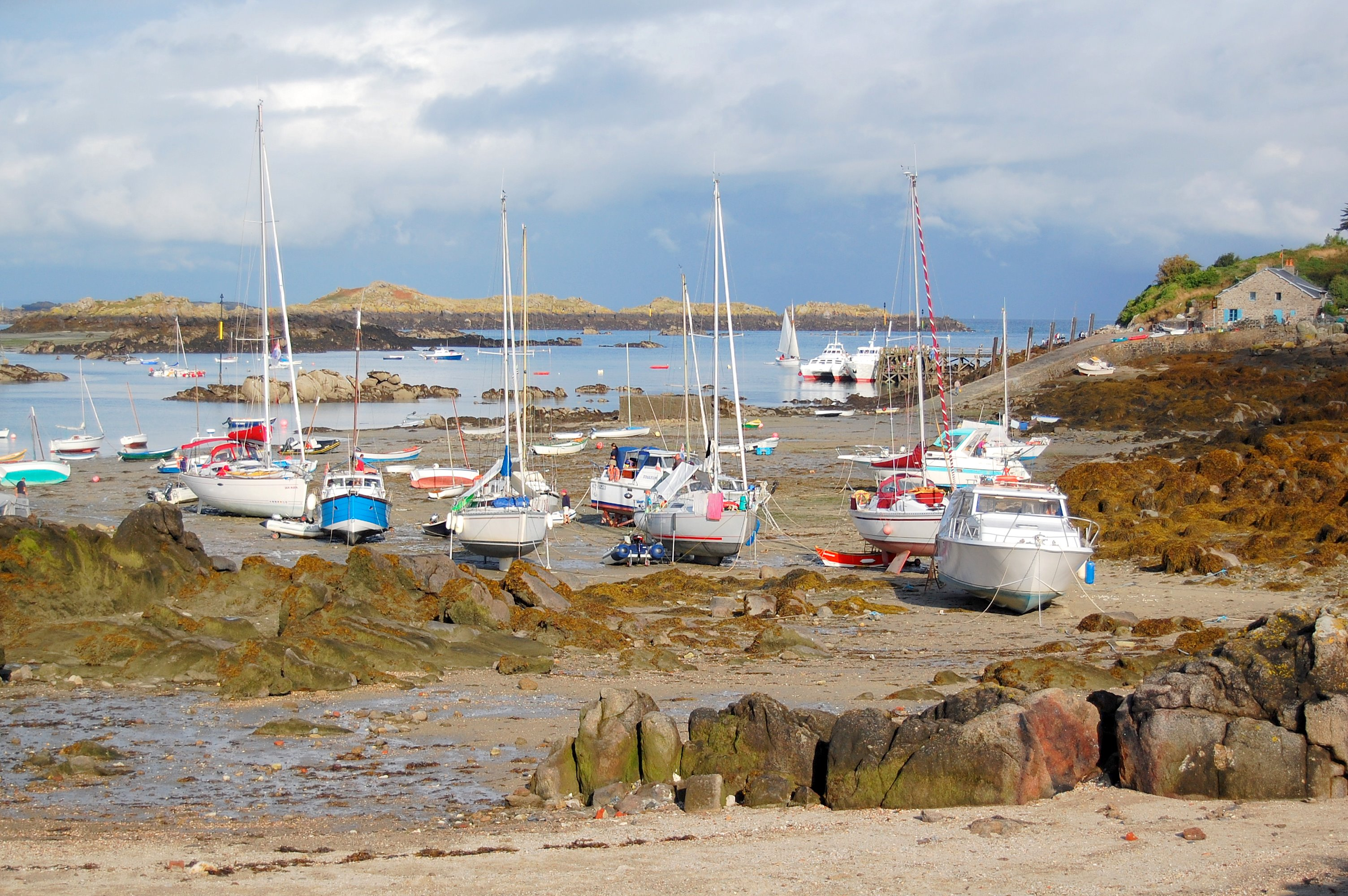
Navires échoués à Chausey : certains voiliers ont recours à des béquilles, d’autres non (dériveur au fond à gauche, béquille derrière le bateau à moteur à droite).
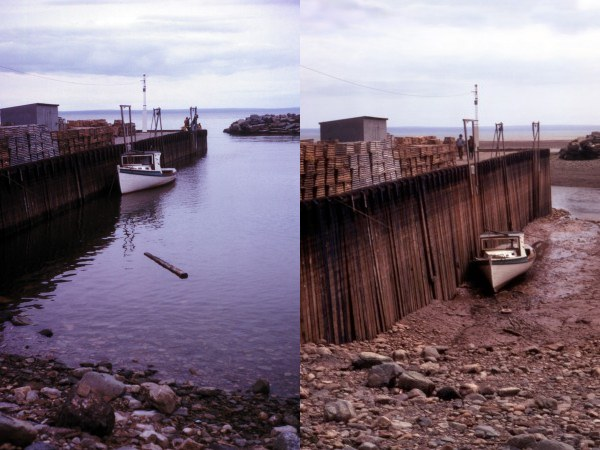
Barque s’échouant à marée basse dans la baie de Fundy.